# Angers SCO
Angers Sporting Club de l'Ouest – francuski klub piłkarski, grający obecnie w Ligue 1, mający siedzibę w mieście Angers, leżącym w regionie Kraju Loary.

## Historia
Klub został założony 10 października 1919 pod nazwą Sporting Club de l'Ouest Angers, która obowiązuje do dziś. Sekcję piłkarską utworzono w 1925. Największymi sukcesami zespołu Angers była gra w Ligue 1 w latach 1956–1968, 1969–1975, 1976–1977, 1978–1981 i ostatni raz w sezonie 1993/1994. W 2007 roku klub wywalczył awans z Championnat National do Ligue 2. W 2015 klub wywalczył po 21 latach awans do Ligue 1.
Domowe mecze Angers rozgrywa na stadionie o nazwie Stade Raymond-Kopa, który może pomieścić 14.600 widzów. Barwy klubowe to kolory biały i czarny.

## Obecny skład
Stan na 27 czerwca 2021
| Nr | Poz. | Piłkarz                       |
| -- | ---- | ----------------------------- |
| 1  | BR   | Paul Bernardoni               |
| 3  | OB   | Souleyman Doumbia             |
| 4  | OB   | Mateo Pavlović                |
| 5  | PO   | Thomas Mangani                |
| 6  | OB   | Enzo Ebosse                   |
| 7  | NA   | Rachid Alioui                 |
| 8  | OB   | Ismaël Traoré (kapitan)       |
| 9  | NA   | Loïs Diony                    |
| 10 | PO   | Angelo Fulgini                |
| 11 | NA   | Jimmy Cabot                   |
| 12 | PO   | Zinédine Ould Khaled          |
| 13 | NA   | Sofiane Boufal                |
| 14 | PO   | Lassana Coulibaly             |
| 15 | PO   | Pierrick Capelle              |
| 16 | BR   | Ludovic Butelle (wicekapitan) |
| 17 | NA   | Noah Fatar                    |

| Nr | Poz. | Piłkarz                                   |
| -- | ---- | ----------------------------------------- |
| 18 | PO   | Ibrahim Amadou (wypożyczony z Sevilli FC) |
| 19 | NA   | Stéphane Bahoken                          |
| 20 | OB   | Kévin Boma                                |
| 21 | NA   | Mohamed-Ali Cho                           |
| 22 | NA   | Sada Thioub                               |
| 23 | PO   | Antonin Bobichon                          |
| 24 | OB   | Romain Thomas                             |
| 25 | OB   | Abdoulaye Bamba                           |
| 26 | PO   | Waniss Taïbi                              |
| 27 | PO   | Mathias Pereira Lage                      |
| 28 | NA   | Farid El Melali                           |
| 29 | OB   | Vincent Manceau                           |
| 30 | BR   | Danijel Petković                          |
| 31 | NA   | Yassin Fortuné (wypożyczony z FC Sion)    |
| 32 | NA   | Thomas Touré                              |

### Piłkarze na wypożyczeniu
| Nr | Poz. | Piłkarz                                              |
| -- | ---- | ---------------------------------------------------- |
|    | OB   | Rayan Aït-Nouri (w Wolverhampton do 30 czerwca 2021) |
|    | NA   | Casimir Ninga (w Sivassporze do 30 czerwca 2021)     |

| Nr | Poz. | Piłkarz                                           |
| -- | ---- | ------------------------------------------------- |
|    | BR   | Anthony Mandrea (w SO Cholet do 30 czerwca 2021)  |
|    | NA   | Kevin Bemanga (w FC Sion U-21 do 30 czerwca 2021) |

## Reprezentanci kraju grający w klubie
| - Loïc Amisse - Alfred Aston - Thierry Bacconnier - Marc Berdoll - Henri Bianchieri - Fares Bousdira - Bruno Germain - Jérôme Gnako - Jean-Marc Guillou - Raymond Kopa - Patrice Lecornu - Jean-Claude Osman - Ulrich Ramé - Ernest Akouassaga - Fabrice Do Marcolino - Guy Roger N'Zamba - Théodore Nzue-Nguema - Milan Bošković |  | - Vladimir Kovačević - Gustave Bahoken - Georges Mouyeme - Mustapha El Haddaoui - Mounir Obbadi - Ahmed Sidibe - Pierre Vermeulen - Teddy Ongoly - Marcin Adamski - Emil Săndoi - Louis Gomis - Perica Ognjenović - Stellan Nilsson - Hamed Diallo - Blaise Kouassi - Élie Kroupi - Moussa Traoré |

## Trenerzy w historii klubu
- 1942-47 : Georges Meuris
- 1947 : André Simonyi
- 1947-49 : Roger Magnin
- 1949-51 : Camille Cottin
- 1951-53 : Jean Grégoire
- 1953-55 : Karel Michlowski
- 1956-57 : Walter Presch
- 1957-60 : Maurice Blondel
- 1960-62 : Karel Michlowski
- 1962-68 : Antoine Pasquini
- 1968-69 : Louis Hon
- 1969-70 : Lucien Leduc
- 1970-73 : Ladislas Nagy
- 1973-74 : César Pancho Gonzales
- 1974-76 : Velibor Vasović
- 1976-79 : Aimé Mignot
- 1979-81 : Élie Fruchart
- 1981 : René Cédolin
- 1981-83 : Élie Fruchart
- 1983-84 : Christian Letort
- 1984-87 : Henri Atamaniuk
- 1987-88 : Pierre Garcia
- 1988-93 : Hervé Gauthier
- 1993-94 : Alain De Martigny
- 1994-95 : André Guesdon
- 1995 : Bruno Steck
- 1995-97 : André Guesdon
- 1997 : Jean-Marc Mezenge
- 1997 : Jean-Yves Chay
- 1997-98 : Jean-Marc Mezenge
- 1998 : Gustavo Silva
- 1998-99 : Christian Dupont
- 1999-01 : Denis Goavec
- styczeń 2001-02 : Stéphane Mottin
- 2002-03 : Éric Guérit
- 2003-04 : Jacky Bonnevay
- luty 2004 : Noël Tosi
- lipiec 2004 : Roberto Morinini
- sierpień 2004 : Noël Tosi
- lipiec 2005 : Stéphane Paille
- styczeń 2006: Jean-Pascal Beaufreton
- czerwiec 2006-2011: Jean-Louis Garcia
- czerwiec 2011- : Stéphane Moulin

## Europejskie puchary
Legenda do wszystkich tabel:
- Q – runda eliminacyjna, 1/16, 1/8, 1/4, 1/2 – odpowiednia faza rozgrywek, Grupa – runda grupowa, 1r gr – pierwsza runda grupowa, 2r gr – druga runda grupowa, F – finał, R – runda, PO – play-off
- k. – rzuty karne, los. – losowanie, Dogr. – dogrywka, w. – zasada bramek strzelonych na wyjeździe

| Sezon   | Rozgrywki   | Runda | Przeciwnik | Dom | Wyjazd | Ogólnie |
| ------- | ----------- | ----- | ---------- | --- | ------ | ------- |
| 1972/73 | Puchar UEFA | 1R    | BFC Dynamo | 1–1 | 1–2    | 2–3     |